# Fiodor Pietruszewski
Fiodor Fomicz Pietruszewski (ur. 12 marca?/24 marca 1828, zm. 4 lutego?/17 lutego 1904) – rosyjski fizyk, prace z dziedziny elektromagnetyzmu i optyki.

## Życiorys
Urodził się w rodzinie metrologa Fomy Pietruszewskiego. Bracia: Aleksandr Pietruszewski - biograf A W. Suworowa, oraz generałowie – Wasilij Pietruszewski i Michaił Pietruszewski. Uczęszczał do gimnazjum i odbył studia w Sankt Petersburgu, które ukończył w roku 1851 uzyskując tytuł kandydata nauk fizyko-matematycznych. W roku 1851 oddelegowany przez uniwersytet do guberni chersońskiej celem przeprowadzenia obserwacji pełnego zaćmienia słońca. Początkowo nauczał matematyki i fizyki w gimnazjach w Sankt-Petersburgu (od 1853) i Kijowie (od 1857), a od roku 1862 pracował na Uniwersytecie Sankt-Petersburskim.
Stopień doktora fizyki uzyskał w roku 1865. W latach 1865–1901 kierował katedrą fizyki na Uniwersytecie Sankt-Petersburskim. Zapoczątkował laboratoryjne zajęcia praktyczne ze studentami, co doprowadziło do stworzenia laboratorium fizycznego. Był autorem jednego z pierwszych systematycznych kursów elektromagnetyzmu. Należał do inicjatorów założenia Rosyjskiego Towarzystwa Fizycznego, na którego czele stanął w roku 1872. Po połączeniu tego towarzystwa z towarzystwem chemicznym pozostawał do roku 1901 przewodniczącym oddziału fizycznego Rosyjskiego Towarzystwa Fizyko-Chemicznego.
Od roku 1891 był głównym redaktorem sekcji nauk ścisłych Słownika encyklopedycznego Brockhausa i Efrona, dla którego napisał wiele artykułów z zakresu fizyki.

## Osiągnięcia naukowe
Jest twórcą wielu oryginalnej konstrukcji przyborów optycznych. W dziedzinie badań nad kolorem opracował metody wyznaczania współczynników odbicia światła od powierzchni barwnej, średniego tonu kolorystycznego dla obrazów wielobarwnych i in. Zebrał bogaty materiał doświadczalny na temat fizycznych właściwości olejów stosowanych do przygotowywania farb olejnych. W pracach poświęconych elektryczności i magnetyzmowi przeprowadził (1853) ważne w tamtych latach porównanie sił elektromotorycznych i oporu wewnętrznego elementów galwanicznych w zależności od temperatury, koncentracji roztworów i innych czynników. Zbudował szkolny fotometr higieniczny, opisany w pierwotnej wersji (ze świecą) w Pedagogiczeskom sbornikie (1885), a w wersji poprawionej (z lampą) w czasopiśmie Rosyjskiego Towarzystwa Fizyko-Chemicznego.

## Publikacje naukowe
Pierwsza praca naukowa Fiodora F. Pietruszewskiego ukazała się w Biuletynie Petersburskiej Akademii Nauk, T. XI w 1853 roku (Über die Veränderung der Stromstärke, der elektromotorischen Kraft und des Widerstandes der galvanischen Elemente), a jej kontynuacja w roku 1857. Dalsze prace ukazywały się kolejno: Optische Mikrometer (Poggendorfs Annalen, 1859), Sposoby opredelenia miesta poliusow magnitow i elektromagnitow – praca magisterska (Westnik matematiczeskich nauk, Gusiewa 1862), O normalnom namagnicziwanii – praca doktorska, 1865, Nowyj sposob opredelenia tepłoprowodnosti (Żurnał Russ. Fiz.-Chem. Obszcz., 1874), Formy sypuczich teł (Żurnał Russ. Fiz.-Chem. Obszcz., 1884).

## Prace
- 1865 – O normalnom namagnicziwanii
- 1874 – Kurs nabliudatielnoj fiziki, T. 1-2
- 1876 – Naczalnyj kurs fiziki
- 1876 – Eskperimentalnyj i prakticzeskij kurs elektriczestwa
- 1878 – Sowriemiennoje sostojanie majacznogo oswieszczenija
- 1883 – Swiet i cwieta
- 1901 – Kraski i żywopis